# Euronext Lisboa
Die Euronext Lisboa (portugiesisch für Euronext Lissabon) ist die Wertpapierbörse in Portugal. Sie hat ihren Sitz in der portugiesischen Hauptstadt Lissabon. Seit 2002 ist sie Teil des Börsenzusammenschlusses Euronext, bis 2002 hieß sie Bolsa de Valores de Lisboa e Porto (BVLP) und war 1999 aus der Fusion der Lissabonner Bolsa de Valores de Lisboa (BVL) und der Bolsa de Valores do Porto (BVP) in Porto hervorgegangen.
Im Februar 2025 wies die Börse Lissabon eine Marktkapitalisierung von 85,774 Mrd. Euro auf.
Einige Historiker sehen den Ursprung der Lissabonner Börse im 15. Jahrhundert, mit Wurzeln in der 1293 durch König D. Dinis gegründeten Bolsa dos Mercadores, und bezeichnen sie deshalb als älteste Börse der Welt. Andere teilen diese Einordnung nicht und sehen erst die Gründung der direkten Vorgängerin Bolsa de Lisboa 1769 als Gründungsjahr. Im Allgemeinen wird 1769 als Gründungsjahr angegeben, auch von Euronext Lisboa selbst.

## Tätigkeiten

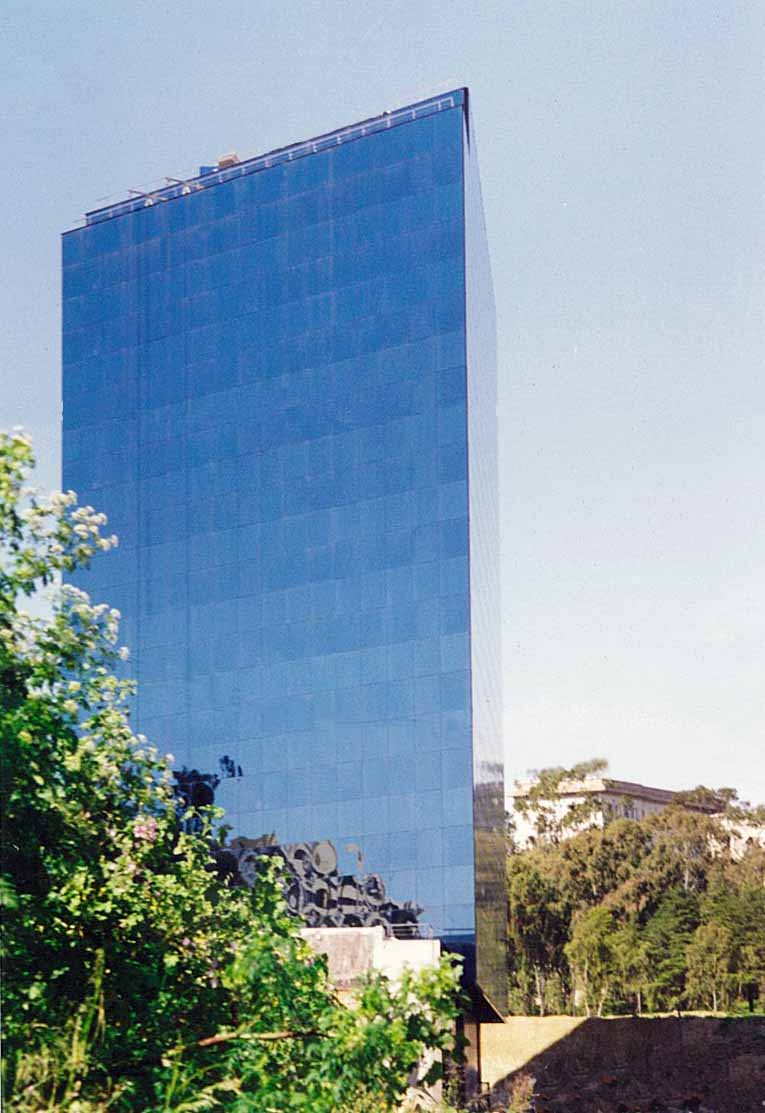
Der ehemalige Palácio da Bolsa, heute Edifício Espanha, bis 2002 Sitz der Bolsa de Valores de Lisboa.

Die Euronext Lisboa ist der portugiesische Handelsplatz für Aktien, ETFs und Investmentfonds, Obligationen, Zertifikate und Derivate. Auch Warentermingeschäfte werden hier gehandelt. Aktuell (Stand: 4. März 2025) werden 47 Aktientitel an der Euronext Lisboa notiert, nach dreimal so vielen noch in den 1990er Jahren.
Seit 2011 vergibt Euronext Lisboa den Euronext Lisbon Award an Persönlichkeiten, die sich um den portugiesischen Kapitalmarkt verdient gemacht haben. Dies können Emittenten, Finanzvermittler, Journalisten oder Institutionen sein. Die Preisverleihungsgala 2025 fand am 20. Februar 2025 im Cineteatro Capitólio in Lissabon statt.
Mit Notícias da Bolsa (portugiesisch für: Nachrichten von der Börse) betreibt die Euronext Lisboa einen portugiesischsprachigen Newsletter.
Vom 27. bis zum 28. Juni 2024 veranstaltete Euronext die ersten Portugal Capital Markets Day, eine Konferenz und Informationsveranstaltung rund um Investitionen in Portugal.

## Sitz
Nach der Gründung 1769 wurde die Bolsa de Lisboa im ca. 1775 fertiggestellten Ostturm der Praça do Comércio in Lissabon untergebracht. Dort blieb sie, bis sie Anfang der 1990er Jahre in ein neues, mit einer charakteristischen Glasfassade ausgestattetes Bürogebäude in der Rua Soeiro Pereira Gomes zog. Der umgangssprachlich als Palácio da Bolsa bekannte, heute Edifício Espanha betitelte Bau zwischen der Praça de Espanha, dem Hospital de Santa Maria und der Universität Lissabon blieb Sitz der Börse, bis zum Umzug im Dezember 2002 in das Gebäude Atrium Saldanha an der Praça Duque de Saldanha. Im Oktober 2005 erfolgte dann der Umzug in das heutige Domizil im Gebäude Edifício Victoria an der Avenida da Liberdade, der zentralen Prachtstraße der portugiesischen Hauptstadt.

## Geschichte

### Vorgeschichte

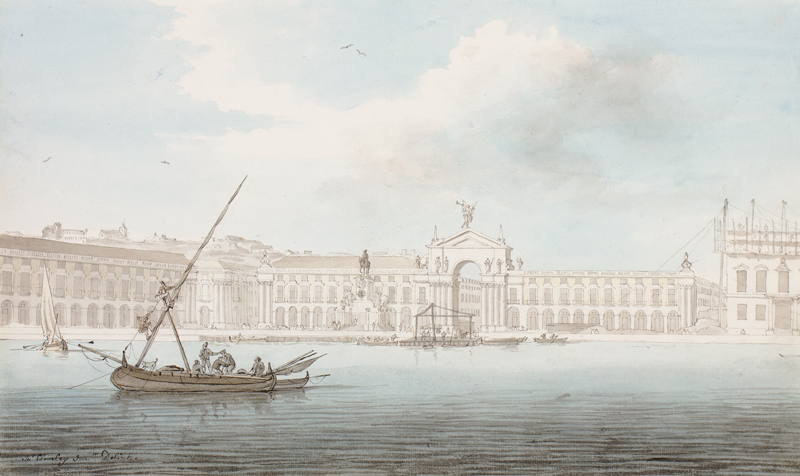
Die Praça do Comércio 1775, mit dem noch nicht ganz fertiggestellten Ostturm (ganz rechts), Sitz der Bolsa de Lisboa, der ersten Börse in Portugal.

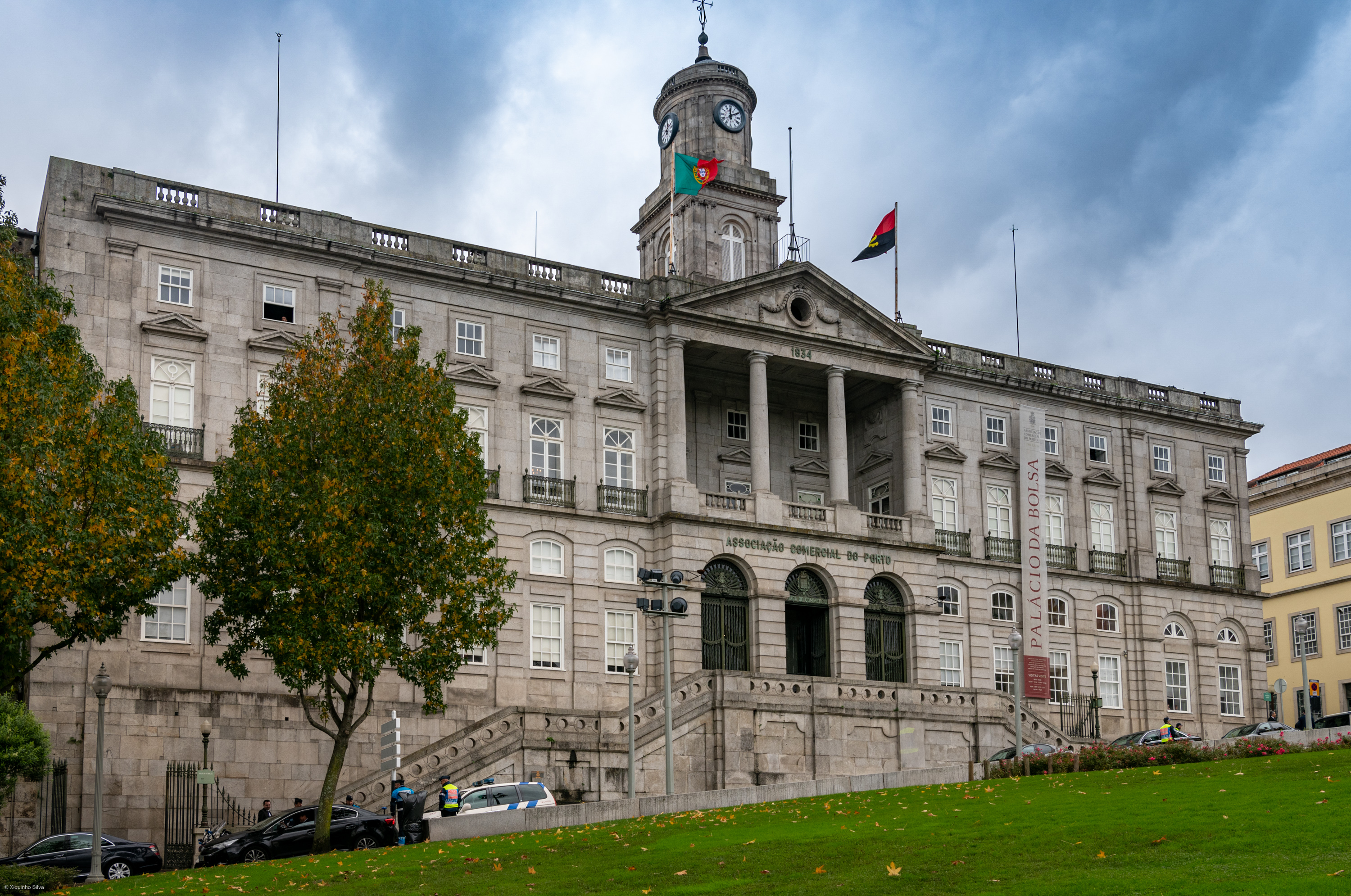
Der Palácio da Bolsa, Sitz der 1891 gegründeten Bolsa de Valores do Porto.

Nach der ersten königlichen Regelung der ersten Börse Bolsa dos Mercadores in Lissabon 1293 wurde die Stadt mit Aufstieg des Portugiesischen Kolonialreichs zum ersten globusumspannenden Weltreich ein internationaler Handelsplatz, so dass 1495 erstmals der Kontrakthandel reguliert wurde. Manche Historiker behaupten, Lissabon habe damit die älteste Börse der Welt, andere sehen das anders.
In der zweiten Hälfte des 18. Jahrhunderts wurden die ersten modernen Aktien und Staatsschuldtitel in Lissabon ausgegeben. 1769 wurde unter dem Premierminister Marquês de Pombal die Bolsa de Lisboa an der Praça do Comércio, gegründet, um Handelspapiere reguliert und zentral zu handeln, vor dem Hintergrund, die sich langsam erholende Wirtschaft des Landes nach dem Erdbeben von Lissabon 1755 zu fördern. Dies stand dabei auch im Zusammenhang mit der Entwicklung in anderen Ländern. 1698 hatte sich die London Stock Exchange gegründet, 1792 entstand die New York Stock Exchange.
Im Januar 1891 wurde in der nordportugiesischen Handelsstadt Porto mit der Bolsa de Valores do Porto (BVP) die erste moderne Wertpapierbörse in Portugal gegründet, 1901 folgte mit der Bolsa de Valores de Lisboa (BVL) die Börsen-Neugründung in der Hauptstadt. Allerdings registrierte die Börsen in diesen Jahrzehnten nur wenig Bewegung, da nur vergleichsweise wenige Aktien in den freien Handel kamen, darunter vor allem Banken, Gas-, Strom- und Wasserversorger oder auch Companhias coloniais, Handelsgesellschaften in den portugiesischen Überseegebieten. Lediglich in der Zeit nach dem Ersten Weltkrieg (1914–1918) und bis zur Weltwirtschaftskrise 1929 verzeichnete die Börse zwischenzeitlich einige Entwicklung, und nochmals zwischen 1932 (durch das neu entstandene, semi-faschistische Estado-Novo-Regime) und der Wirtschaftskrise der Diktatur 1948.
Im Rahmen der wirtschaftlichen Entwicklung Portugals in den 1960er und frühen 1970er Jahren erlebten auch die Börsen in Porto und Lissabon eine Wiederbelebung, die jedoch unter veralteten Strukturen und Problemen wie die Realisierung der immer größeren Kapitalflüsse und der Ölkrise 1973 litt. Am 25. April 1974 erfolgte dann die tiefgreifende Nelkenrevolution, die auch in der Wirtschaftspolitik tiefe Veränderungen mit sich brachte, und beide Börsen stellten ihren Betrieb ein. Nachdem sich die bürgerlichen Kräfte in der Revolution durchgesetzt hatten und Portugal sich der Europäischen Integration zuwandte, eröffnete die Lissabonner Börse 1976 (Anleihen) bzw. 1977 (Aktien) wieder, die Börse in Porto öffnete erst am 2. Januar 1981 wieder.
Bereits im Vorfeld des Beitritt Portugals zur EWG (heute EU) und den folgenden Privatisierungen und Börsengängen begann eine rasante Entwicklung der portugiesischen Börsen. Die anhaltende Rally lockte vor allem ausländische Investoren, später forcierten Premierminister Cavaco Silva und Finanzminister Miguel Cadilhe die Entwicklung mit Anreizen für Aktienkäufe der breiten Bevölkerung und mit der Ankündigung umfangreicher Privatisierungen, was noch mehr ausländisches Kapital anzog. Nach einer Abkühlung (Schwarzer Montag 1987) stellte sich mit den verstärkten Börsengängen und Privatisierungen ab 1990 erneut eine deutliche Entwicklung ein. Von anfänglich 20 Unternehmen waren 1990 dann 144 an der Lissabonner Börse notiert, die bis dahin höchste Anzahl dort. Nun traten verstärkt Banken, aber auch einzelne Unternehmer als Investoren auf, darunter Belmiro de Azevedo, der als der geschickteste Investor an der Börse galt und zudem insgesamt 15 eigene Unternehmen, darunter Sonae, an die Börsen in Porto und Lissabon brachte. Auch die beiden Börsen, die bislang dem portugiesischen Staat gehörten, kamen im Zuge des Börsengesetzes vom 10. April 1991 in den Besitz der neuen Betreibergesellschaften Associação da Bolsa de Valores de Lisboa bzw. Associação da Bolsa de Valores do Porto. Auch die Schaffung der eigenständigen Börsenaufsicht Comissão do Mercado de Valores Mobiliários (CMVM) war Teil des Gesetzes.

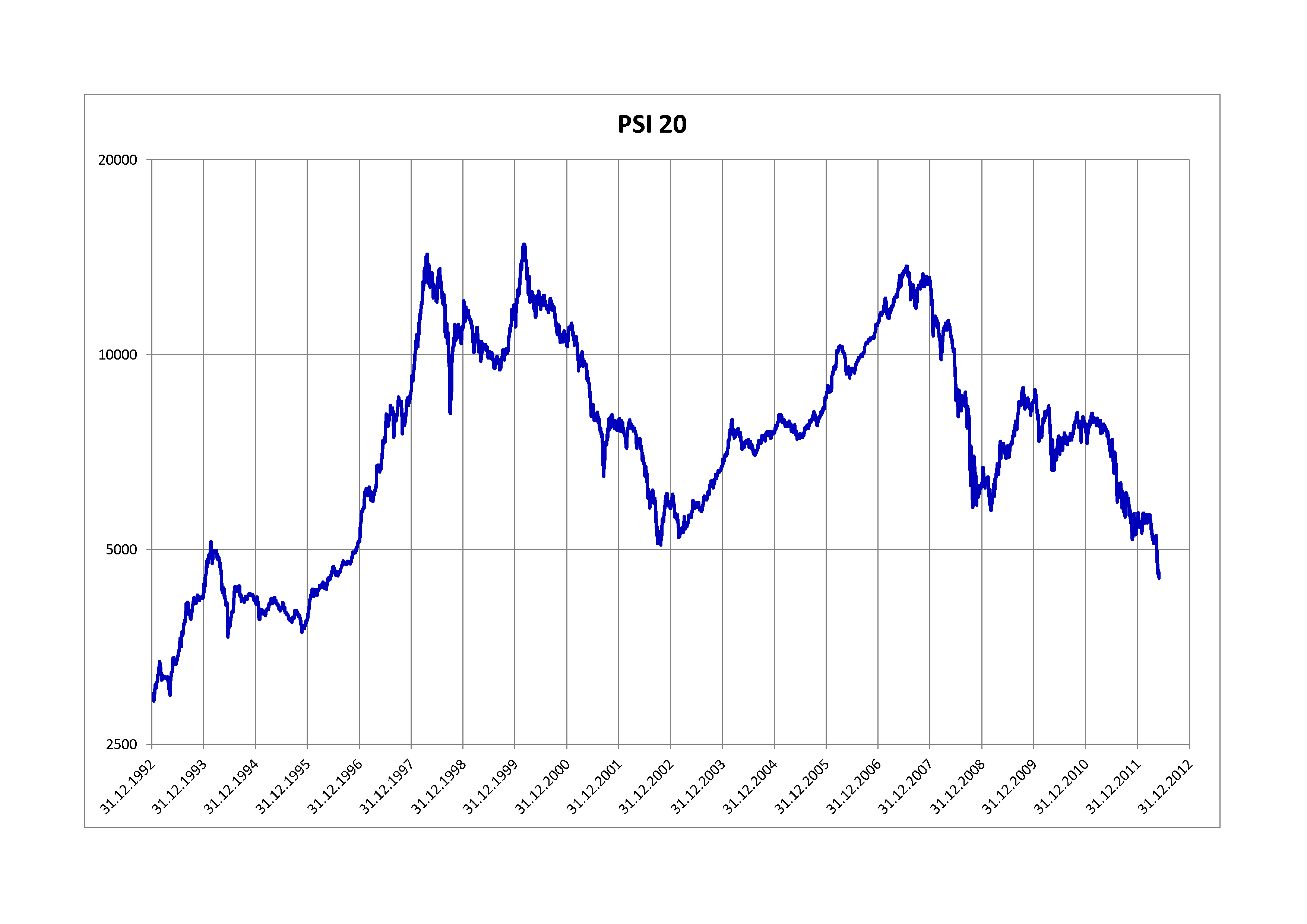
Verlauf des PSI-20-Aktienindex zwischen dem 31. Dezember 1992 und dem 31. Dezember 2012.

Der 1992 eingeführte portugiesische Aktienindex PSI 20 erreichte Ende der 1990er Jahre Rekordwerte, vor allem dank einer neuen Welle von Privatisierungen und folgenden Börsengängen. Neben Namen wie Cimpor (1994, Zement), Semapa (1997, Papier, später Mischkonzern), Brisa (1997, Autobahnen Portugals) oder dem ehemaligen Telekommunikations-Monopolisten Portugal Telecom (1997, heute Altice Portugal) war es dabei vor allem die breit angelegte Kampagne der Energias de Portugal (EDP), die 1997, ähnlich wie die T-Aktie 1996 in Deutschland, für eine breite Streuung bei Kleinanlegern und damit erfolgreich eine Öffnung der breiten Bevölkerung für den Aktienhandel bewirkte. Ab 1997 stufte die US-amerikanische Investmentbank Morgan Stanley Portugal als nunmehr voll entwickelten Markt ein, und das Jahr gilt bis heute als das erfolgreichste Jahr der portugiesischen Börsengeschichte, mit 155 in Lissabon gehandelten Unternehmen und einem Rekord-Handelsvolumen. Nach mehreren Aufschwüngen und Abschwüngen (u. a. Asienkrise 1997/1998) bewirkten aufkommende Technologietitel eine erneute Hausse, insbesondere mit den Börsengängen von Unternehmen wie PT Multimédia (heute NOS), Novabase oder Pararede (heute Glintt, alle 1999). Der neuerlichen Euphorie folgte 2000 eine neuerliche Depression (Dotcom-Blase). Beispielsweise fielen die Aktien der Bank BCP (seit 2004 Millennium BCP) zwischen 2000 und 2018, trotz zwischenzeitlicher Erholung, insgesamt um rund 95 %. Im Februar 2000 stand der Leitindex PSI 20 noch bei einem historischen Hoch von 14.644,27 Punkten (Rekord-Schlussstand von 14.822,59 am 3. März 2000), im Oktober 2002 sank er bis auf 5253,67 Punkte.
Nachdem 1993 die Börse von Porto bei der CMVM eine Zulassung für einen Markt für Terminkontrakte und Optionen beantragte, wurde zwischen den beiden portugiesischen Börsen eine Aufgabenteilung vereinbart, aus der später die Umbenennung der Bolsa de Valores do Porto in Bolsa de Derivados do Porto, portugiesisch für Derivate-Börse von Porto folgte. Am 13. November 1999 wurde ein weiteres Börsengesetz verabschiedet, das unter anderem auch eine neue Gesellschaftsform für die beiden Börsen beschloss, die dabei zur gemeinsamen Börse Bolsa de Valores de Lisboa e Porto (BVLP) zusammengeschlossen wurden.

### Euronext Lisboa

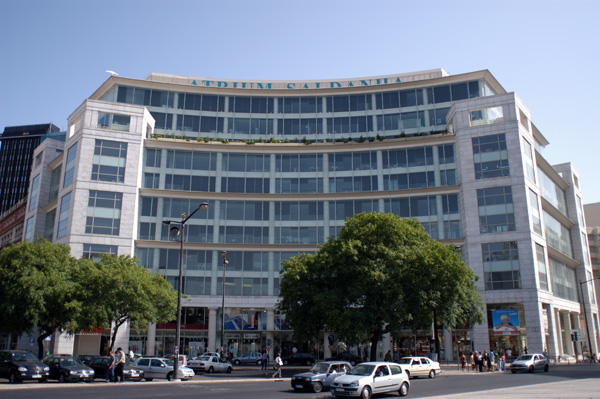
Das Atrium Saldanha an der Praça Duque de Saldanha wurde 2002 erster Sitz der Euronext Lisboa.

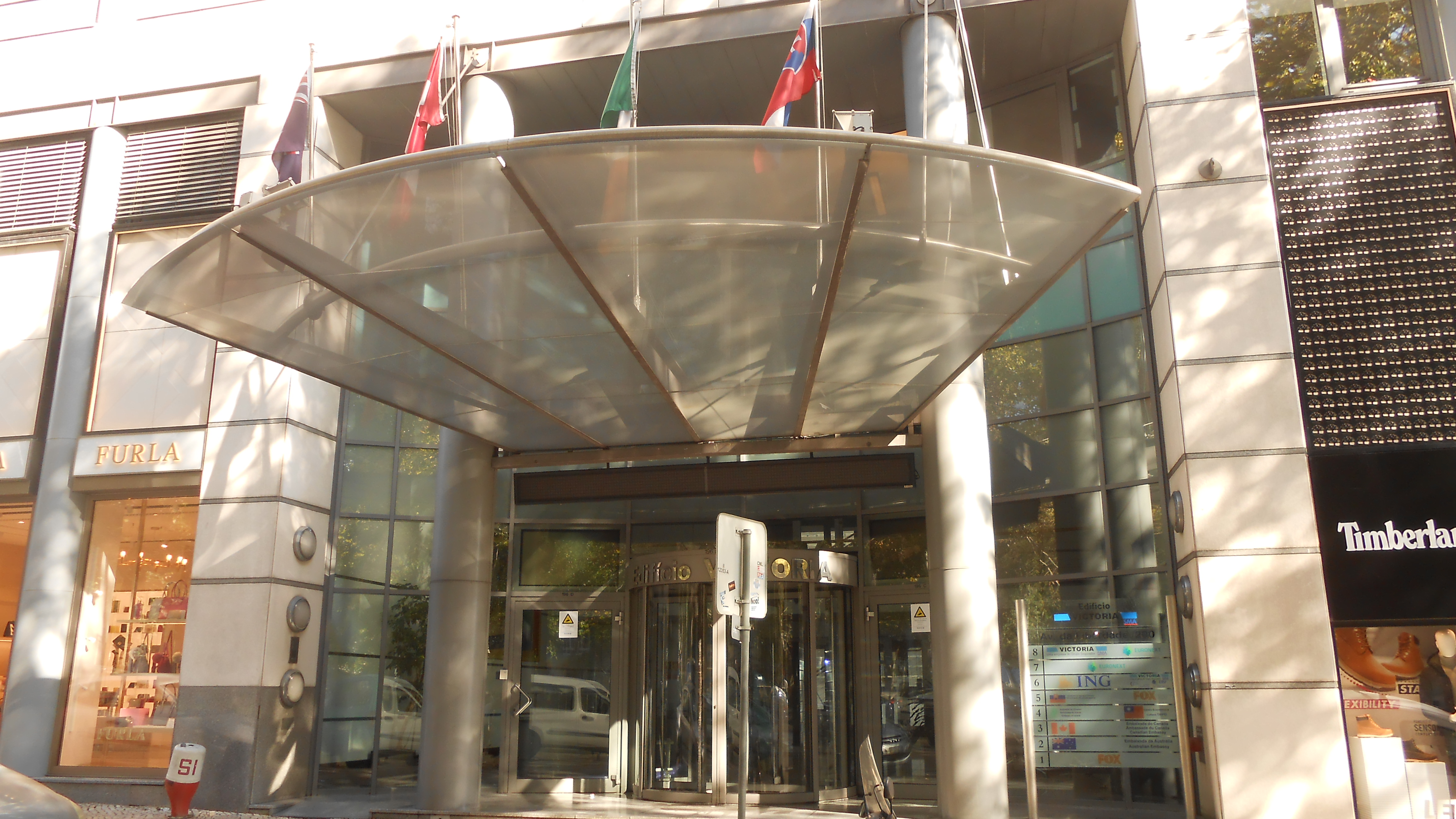
Eingangsbereich des Edifício Victoria, seit 2005 Sitz der Euronext Lisboa.

Im Jahr 2002 wurde die BVLP dem Börsenverbund Euronext angegliedert, in dem die Euronext B.V. die Aktien der BVLP erwarb und sie in Euronext Lisboa umbenannte. Seither wird an der Börse in Lissabon der eigentliche Handel abgewickelt, während die Euronext am Standort Porto ihre Abteilungen für CSD-Verwaltung und europäische und portugiesische Aufsichtsthemen (Euronext Securities) und für Sicherheit und Innovation (Porto Technology Centre) führt.
Mit der Weltfinanzkrise 2007–2008 und insbesondere mit der folgenden Eurokrise geriet die gesamte Finanzwirtschaft Portugals in Schieflage, was zu einer tiefen ökonomischen und sozialen Krise Portugals führte. Besonders Banken und Großinvestoren gerieten dabei in die Kritik, durch die einseitige Interessensausrichtung auf die Kapitalrendite eine De-Kapitalisierung der portugiesischen Schlüsselunternehmen zu bewirken. Dass auch nach dieser Erfahrung die Politik weiterhin an diesem einseitig auf eher kurzfristigen Anlegerinteressen abgestellten Modell festhielt, mit der portugiesischen Post CTT Correios de Portugal ab 2013 als weiterem eklatanten Beispiel, wird auch unter Ökonomen seither häufig kritisiert. So schwang sich der Leitindex PSI 20 nach einem Tiefpunkt im Juni 2012 (4556,36 Punkte) mitten in der Krise bis zu einem neuen Zwischenhoch von 7439,27 im April 2014 auf. Der skandalumwitterte, trotz enormer staatlicher Rettungssummen zweimal erfolgte Zusammenbruch der Privatbank Banco Espírito Santo (heute Novo Banco) im August 2014 riss die Börse dann erneut in die Tiefe.
Seit 2014 besteht der PSI 20 nicht mehr aus 20, sondern nur noch aus den 15 am höchsten marktkapitalisierten und mit dem höchsten Aktienumsatz an der Lissabonner Börse geführten Unternehmen und wird seither nur als PSI - Portuguese Stock Index bezeichnet.
Nach der Regierungsübernahme durch den sozialistischen Premier António Costa 2015 und dem folgenden Ende der Austeritätspolitik erholte sich die Wirtschaft des Landes deutlich. Während sich die gesamtwirtschaftliche und gesellschaftliche Stimmung nun deutlich aufhellte, entwickelte sich der PSI wieder abwärts und sank auf einen Tiefstand von 4358,48 Punkten im Juni 2016.
Auch wenn die weltweite COVID-19-Pandemie auch in Portugal für deutliche Wirtschaftseinbrüche und in der Folge auch für Kurseinbrüche an der Börse führte, und gleichwohl die Regierung Costa sich dem Kapitalmarkt gegenüber konservativer als seine Vorgänger zeigte, entwickelte sich der PSI danach wieder positiver, als Folge der guten gesamtwirtschaftlichen Entwicklung, in der sich neben den Staatsfinanzen auch die Bilanzen der Banken wieder deutlich erholten. Im März 2024 erreichte der Leitindex mit 6222,03 Punkten ein Zwischenhoch. Nach dem Regierungswechsel zum liberal-konservativen Premier Luís Montenegro im April 2024 und dessen erwarteter Kapitalmarkt-freundlicheren Politik nahm der Anstieg des Leitindex PSI weiter Fahrt auf und erreichte im Februar 2025 mit 6918,99 Punkten ein neues Zwischenhoch. Mangels größerer erwarteter Börsengänge und ohne bedeutende staatlicher Anreize wird jedoch vorerst keine Rückkehr zu vergangenen Wachstumsraten und Umsatzstärken wie noch in den 1990er und 2000er Jahren erwartet.

## Indizes
Der Portuguese Stock Index (PSI) ist der wichtigste Aktienindex an dieser Börse.

## Mitgliedschaften
- Euronext Lisboa gehört zum iberoamerikanischen Börsenzusammenschluss Federação Iberoamericana de Bolsas (FIAB)

- Sustainable Stock Exchanges Initiative